# Kalk Bay

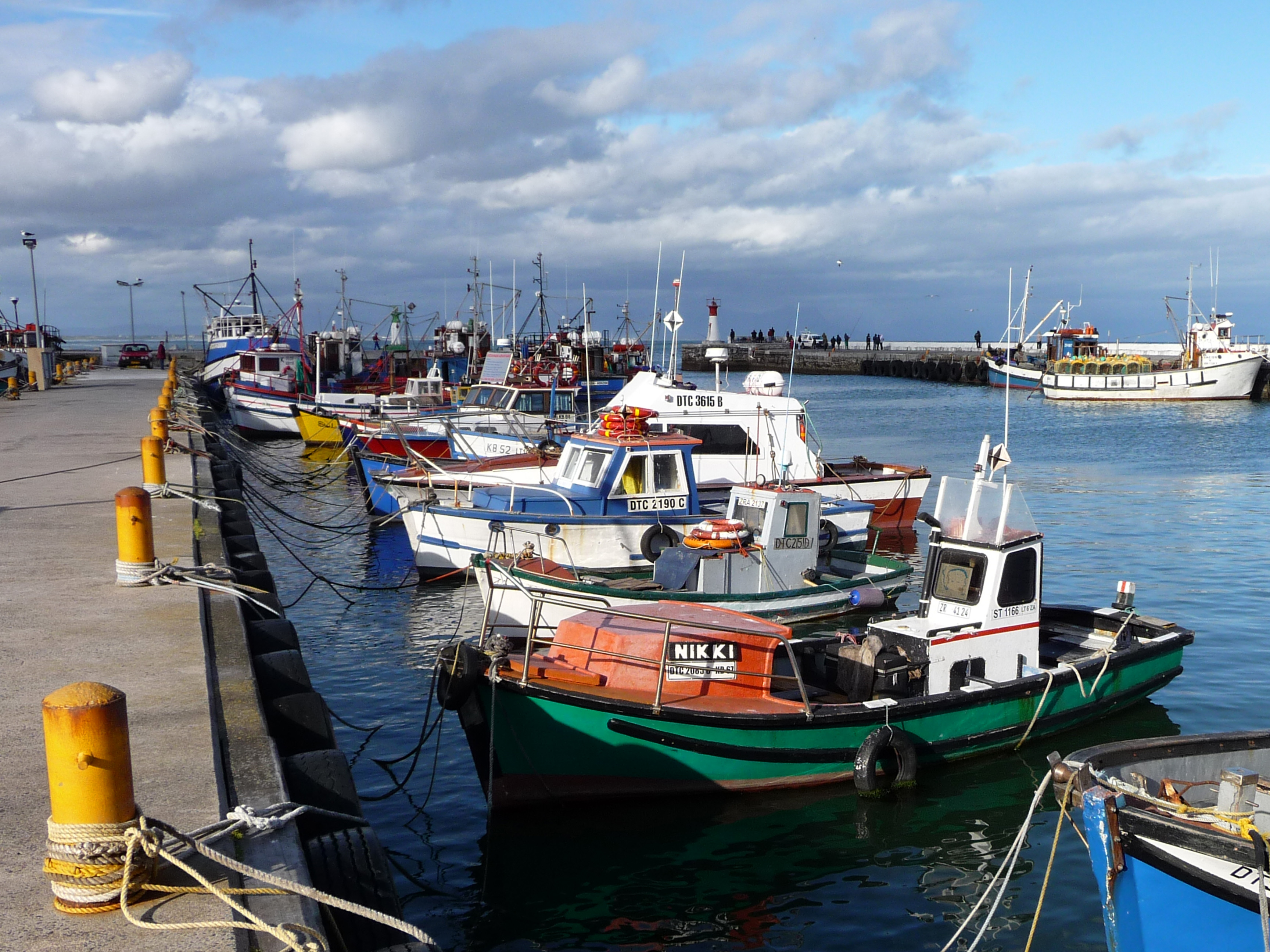
Hafen von Kalk Bay

Kalk Bay (auch: Kalkbay; afrikaans: Kalkbaai) ist ein Fischerdorf an der westlichen Küste der False Bay und ein Stadtteil der City of Cape Town Metropolitan Municipality in der südafrikanischen Provinz Westkap. 2011 hatte er 700 Einwohner.

## Geographie
Seinen Namen erhielt das Dorf, weil hier im 17. Jahrhundert in Brennöfen Branntkalk hergestellt wurde, der ein wichtiger Grundstoff für den Häuserbau im Kapgebiet war. Man benutzte den Branntkalk insbesondere im Bo-Kaap, einem überwiegend von Muslimen bewohnten Viertel Kapstadts, um damit die Häuser zu verputzen. Der Kalk wurde aus Muschelschalen gewonnen, die in großen Mengen am Strand zu finden waren.
| Tafelbergmassiv         | St James                                    | St James, Muizenberg |
| Brakklof, Kap-Halbinsel | Kompassrose, die auf Nachbargemeinden zeigt | False Bay            |
| Fish Hoek               | False Bay, Kap-Halbinsel, Simon’s Town      | False Bay            |

## Geschichte
Der Hafen von Kalk Bay gewann erstmals an Bedeutung, als 1742 die Niederländische Ostindien-Kompanie beschloss, das Nachbarort Simon’s Town als Winterankerplatz für ihre Flotte zu nutzen. Da es damals keine Straßenverbindung zwischen Kapstadt und Simon’s Town gab, wurden die Waren, die zum Unterhalt der Flotte und zum Ausbau des Dorfes nötig waren, mit Ochsenkarren nach Kalk Bay geliefert, wo sie auf Boote verladen wurden, um dann nach Simon’s Town verschifft zu werden. Bei der Rückreise nach Kapstadt transportierten die Ochsenkarren Kalk und Fisch. Als 1795 die Kapregion zur britischen Kolonie wurde, ließ die neue Regierung eine gut befahrbare Straße nach Simon’s Town bauen, so dass der Hafen von Kalk Bay seine Bedeutung verlor.
Zwischen 1806 und 1811 entwickelte sich hier der Wal- und Fischfang und nahm einen kurzen Aufschwung, der aber ein jähes Ende nahm, als die Walart Südkaper um 1835 in der False Bay fast ausgerottet war. Erst in den 1860er Jahren nahm der Fischfang hier wieder zu und die Siedlung wuchs daraufhin weiter.
1840 siedelte sich eine philippinische Schiffscrew in Kalk Bay an, nachdem ihr Schiff in der False Bay untergegangen war, und bestritt ihren Lebensunterhalt fortan mit der Fischerei. Im Laufe der Jahre vergrößerte sich die philippinische Fischergemeinde.
Im Jahre 1883 kam der Ort zur Gemeinde Muizenberg, die 1913 gemeinsam in das Gebiet von Kapstadt übergingen.
Die Zuganbindung an Kapstadt 1883 veränderte das kleine Fischerdorf. Da es nun möglich war, in Kapstadt zu arbeiten und in Kalk Bay zu wohnen, wurden viele neue Häuser gebaut, so dass die Einwohnerzahl zunahm.
Die philippinischen Fischer überstanden 1950 zwar den Group Areas Act der Apartheid und wurden nicht wie andere „Nicht-Weiße“ in die Townships Kapstadts umgesiedelt. Die Überfischung der False Bay, die seit 1955 stetig zunahm, entzog aber Vielen später die Lebensgrundlage.

## Wirtschaft
Die Fischerei ist immer noch eine wichtige Einnahmequelle. Sie wird aber nicht mehr so intensiv betrieben wie Mitte des 20. Jahrhunderts. Seit der Zuganbindung an Kapstadt hat der Tourismus immer mehr an Bedeutung gewonnen.

## Sehenswürdigkeiten
Bei Touristen und Einheimischen ist Kalk Bay heute vor allem als charmantes und trendiges Küstendorf bekannt. Man findet in Kalk Bay viele Antiquitätenläden, Kunstgalerien, Modeboutiquen, Juweliergeschäfte und Restaurants. In den Bergen oberhalb des Dorfes gibt es große Sandsteinhöhlen.
Bei Surfern ist das Kalk Bay Reef für seine großen Wellen bekannt, besonders bei starkem Nordwestwind. Zwischen Juli und November kann man vor der Küste Kalk Bays Südkaper und Buckelwale beobachten.

## Verkehr
Kalk Bay liegt am Motorway M4. Der Ort hat einen Bahnhof an der Southern Line der Metrorail Kapstadt.